# Saint-Jean-de-Touslas
Saint-Jean-de-Touslas korábbi község (település) Franciaországban, Rhône megyében. 2018. január 1-jén Chassagny és Saint-Andéol-le-Château községgel egyesült és Beauvallon új község része lett.
Lakosainak száma 865 fő (2018. január 1.). Saint-Jean-de-Touslas Mornant, Dargoire, Tartaras, Saint-Andéol-le-Château, Saint-Maurice-sur-Dargoire, Saint-Romain-en-Gier és Chabanière községekkel határos.

## Népesség
A település népessége az elmúlt években az alábbi módon változott:
| Lakosok száma | 832  | 846  | 860  | 865  |
|               | 2013 | 2015 | 2017 | 2018 |